# Hoszín Jáhi
Hoszín Jáhi (El Madania, 1960. április 25. – ) algériai válogatott labdarúgó.

## Pályafutása

### Klubcsapatban
1978 és 1990 között a CR Belouizdad csapatában játszott. Az 1990–91-es szezonban Észak-Írországban a Linfield FC játékosa volt. 

### A válogatottban
1979 és 1989 között 56 alkalommal szerepelt az algériai válogatottban és 8 gólt szerzett. 1982. március 13-án egy Etiópia elleni mérkőzésen mutatkozhatott be. Részt vett az 1980. évi nyári olimpiai játékokon, az 1982-es világbajnokságon, az 1982-es, az 1984-es, az 1986-os és az 1988-as afrikai nemzetek kupáján.

## Sikerei, díjai
Algéria
- Afrikai nemzetek kupája bronzérmes (2): 1984, 1988